# Серебрянское сельское поселение (Горьковский район)
Серебрянское сельское поселение — сельское поселение в Горьковском районе Омской области.
Административный центр — село Серебряное.

## Административное деление
| статус  | населённый пункт | год основания |
| ------- | ---------------- | ------------- |
| село    | Сере́бряное       | 1730          |
| деревня | Иса́ковка         | 1760          |
| деревня | Со́гра            | 1768          |

## Население
| 2010  | 2011  | 2012  | 2013  | 2014  | 2015  | 2016  |
| ----- | ----- | ----- | ----- | ----- | ----- | ----- |
| 1264  | →1264 | ↘1242 | ↘1236 | ↘1205 | ↗1212 | ↗1213 |
| 2017  | 2018  | 2019  | 2020  | 2021  | 2023  |       |
| ↘1199 | ↗1208 | ↘1186 | ↘1185 | ↘1081 | ↘1057 |       |

## Археология
- Могильник Исаковка 1 саргатской культуры близ Исаковки. Раннехорезмийские надписи, начертанные буквами арамейского письма, на двух серебряных фиалах, найденных в 1989 году в погребении 6 (курган 3) в Исаковском могильнике № 1, на керамических сосудах и остраки из хорезмских городищ Кой-крылган-кала, Калалы-гыр 2, Гяур 3, Бурлы-кала, Хумбуз-тепе можно датировать периодом от III века до н. э. до I—II веков нашей эры. О том, что надписи на исаковских чашах не арамейские по языку, а хорезмийские, можно судить по нескольким аппелятивам[14][15]. Исаковская надпись № 3 выполнена в той же технике, что и надпись № 2 из сарматского кургана 1 в Прохоровке Оренбургской области[16]. В погребении 6 кургана 3 (III—II века до н. э.) обнаружена могила мужчины-воина 55 лет[17].